# Малозёмов, Платон Александрович
Платон Александрович Малозёмов (28 августа 1909 — 8 августа 1997) — американский горный инженер российского происхождения, президент Newmont Mining.

## Биография
Родился в Санкт-Петербурге, в 1909 году. Его отец, Александр Платонович Малозёмов, горный инженер, в это время был в ссылке, в Баргузине, а мать Платона, Елизавета Андреевна, ездила из Сибири в Петербург. Отец, находясь в ссылке, стал руководить золотым прииском на Оби, принадлежавшим британцам и затем всеми приисками Lena Goldfields в Сибири.
В 1919 году отец отправился в США, чтобы закупить оборудование и не вернулся, поскольку получил информацию о том, что на родине его могут арестовать. Семья нелегально бежала через советско-монгольскую границу, встретившись с Малозёмовым-старшим в Китае. Они отправились в Сан-Франциско в 1920 году и затем приобрели дом в Окленде.

## Карьера

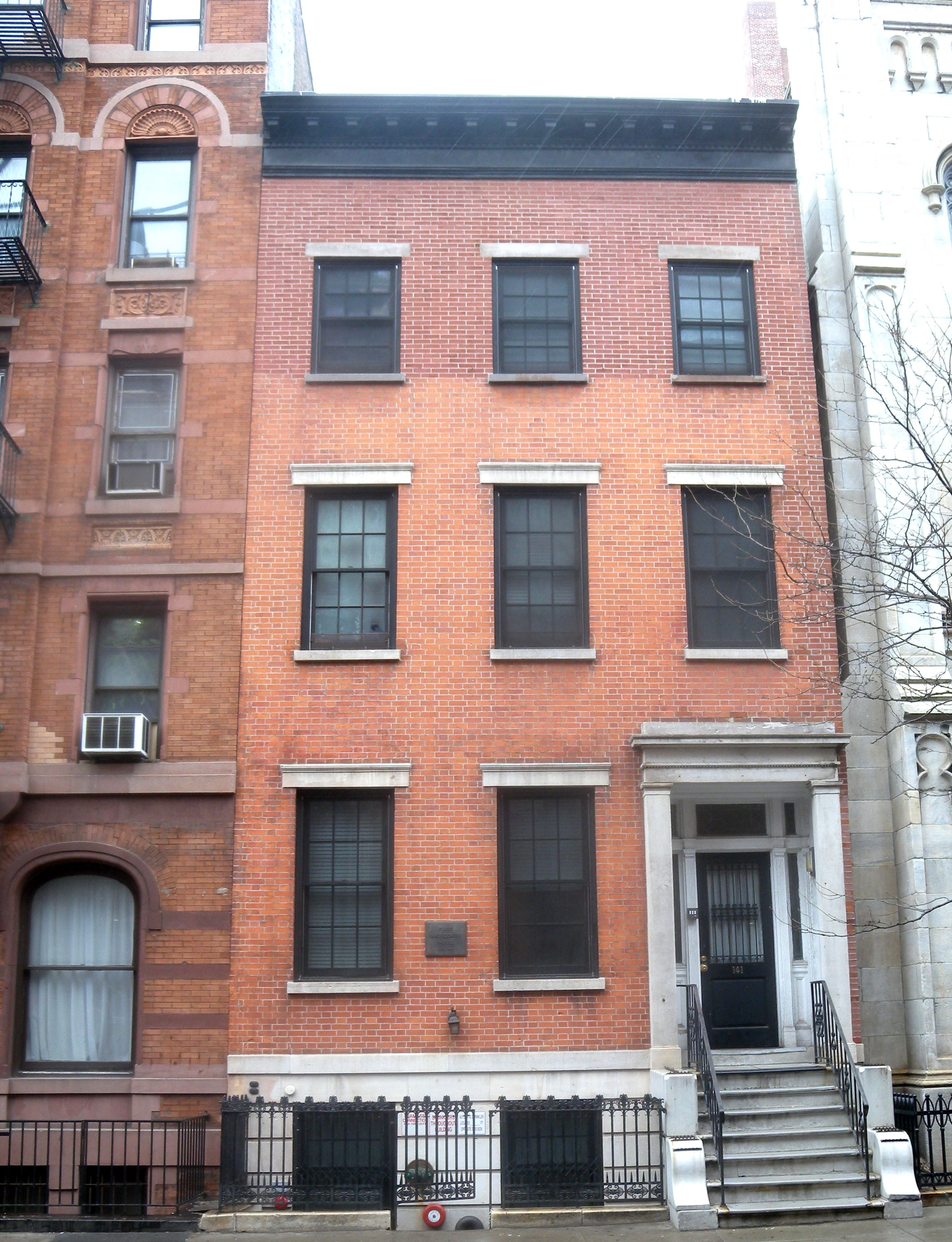
Дом Малозёмова в Нью-Йорке (West 4th Street, 141)

Платон Малозёмов окончил университет в Беркли в 1931 году и горную школу в Монтане в 1932 году. Сначала Платон Малозёмов работал в течение 5 лет в компании Pan American Engineering Company металлургом, однако отец уговорил его работать в совместном проекте по геологическим изысканиям в Аргентине. Александр и Платон Малозёмовы и инженер Артур Корри в 1938 году отбыли в Аргентину искать вольфрам в Кордове. На месте Александр меняет решение и собирается искать медь и золото. Их финансируют Brown Brothers Harriman и Pan American Engineering Company. В 1941 году Платон становится директором строительства фабрики в Чилесито, но из-за войны работы на руднике останавливаются. Вместе с отцом он вкладывает собственные деньги в новое предприятие, арендуют золотую шахту в Абангаресе, на побережье Коста-Рики. Однако проект прогорает и в 1943 году Платон возвращается из Коста-Рики и служит экспертом по рынку цветных металлов в правительственном офисе ценового регулирования.
В 1945 году Малозёмова приняли инженером в компанию Newmont Mining, где он довольно быстро продвинулся по службе и вскоре занял пост президента, а затем возглавил совет директоров. Именно под управлением Платона Малозёмова региональная компания (147 миллионов долларов по оценке на середину 1950-х) стала завоёвывать рынок.
Управление Малозёмова характеризовалось экспансией, в частности, он сотрудничал со многими горнодобывающими предприятиями и приобретал в них доли. Среди компаний-партнёров числились Palabora Mining Company (англ., Южная Африка), Peabody Coal Company, Southern Peru Copper Company, Atlas Consolidated Mining Development (Филиппины), Evraz Highveld Steel and Vanadium Limited (Южная Африка), Telfer Gold Mine (англ., Австралия), Carlin Gold Mining Company (Канада) и Foote Mineral Company (США).
Малозёмов был главным исполнительным директором компании 32 года и за этот периода она превратилась в крупную корпорацию, капитализация которой составляла 2,3 миллиарда долларов (на 1986 год, когда Малозёмов вышел на пенсию). Сейчас Newmont Mining Corporation считается одной из крупнейших золотодобывающих компаний в мире.
С 1975 по 1990 годы входил в совет попечителей Американского музея Натуральной истории. Также Платон Малозёмов являлся председателем совета директоров в Толстовском фонде. Вместе с А. Понятовым и И. Сикорским включён в число бизнес-лидеров Америки и введён в Зал горной славы.
Скончался 8 августа 1997 года в Greenwich Hospital в городе Гринуич, Коннектикут. Похоронен на русском кладбище в Ново-Дивееве.

## Семья
Брат — Андрей Александрович Малозёмов (1910—1952), американский историк, автор монографии «Russian Far Eastern policy 1881-1904: with special emphasis on the causes of the Russo-Japanese War».
Супруга — Александра (в девичестве Харламова) и двое детей, Алексей и Ирина (в замужестве миссис Вейгель).